# Londonski društveni centar
Londonski društveni centar (eng. London Social Centre ili 
thesquare) bio je skvot anarhističkih, tačnije, anarho-sindikalističkih aktivista u Londonu, u Rasel skveru broj 21. Tu su se održavali razni koncerti, festivali (Festival of Resistance), izložbe, besplatne radnje itd. Svakog vikenda su se održavale žurke gde se okupljalo nekoliko stotina ljudi. Ovo mesto je bilo odlično za sastanke istomišljenika koji su uglavnom delili anarhističke ideje. Održavanje ovog skvota, kao i svakog drugog zahtevalo je odgovornost i rad.
Skvot je zvanično prestao sa radom 1. jula 2006. godine. Na poslednjem sastanku oko 30 članova koje je održavalo ovaj skvot je donelo tu odluku zbog raznih razloga. Jedan od razloga je bila i iscrpljenost jer su tamo provodili većinu svog vremena.

## Spoljašnje veze
- Zvanični sajt Архивирано на веб-сајту  (23. октобар 2006)